# Katanthessius
Katanthessius is een geslacht van eenoogkreeftjes uit de familie van de Anthessiidae. De wetenschappelijke naam van het geslacht is voor het eerst geldig gepubliceerd in 1960 door Stock.

## Soorten
- Katanthessius delamarei Stock, 1960
- Katanthessius stocki Humes, 1997